# Suchyj Stawok
Suchyj Stawok (ukr. Сухий Ставок) – wieś na Ukrainie, w obwodzie chersońskim, w rejonie berysławskim. W 2024 liczyła 0 mieszkańców.